# Захоння (Лузький район)
Захоння (рос. Захонье) — присілок у Лузькому районі Ленінградської області Російської Федерації.
Населення становить 23 особи. Належить до муніципального утворення Осьминське сільське поселення.

## Історія
Згідно із законом від 28 вересня 2004 року № 65-оз належить до муніципального утворення Осьминське сільське поселення.

## Населення
| 1838 | 1862 | 1928 | 1965 | 1997 | 2007 | 2010 |
| ---- | ---- | ---- | ---- | ---- | ---- | ---- |
| 62   | ↗79  | ↗228 | ↘117 | ↘35  | ↘20  | ↗23  |